# Dietersweg
Dietersweg  ist ein Dorf und Ortsteil der Gemeinde Wiesent im Oberpfälzer Landkreis Regensburg in Ostbayern.

## Geographie und Verkehrsanbindung
Der Ort liegt nördlich des Kernortes Wiesent. Unweit westlich verläuft die R 42 und östlich die Staatsstraße St 2146. Die nächstgelegene Stadt ist Wörth an der Donau, etwa sechs Kilometer südöstlich entfernt.

## Geschichte
1422 wird Dietersweg erstmals in einem Lehenbuch erwähnt, bevor der Ort im Jahr 1435 mit dem Ortsnamen Dyettolczweg in einer Kaufurkunde genannt wird.
1946 gehörte die Gemeinde, durch die US-amerikanische Militärregierung veranlasst, kurzzeitig zur Gemeinde Wiesent, bevor die ehemals eigenständige Gemeinde Dietersweg zum 1. Januar 1972 mit allen Ortsteilen nach Wiesent eingegliedert wurde. Sie bestand aus den Ortsteilen Dietersweg, Eckenzell, Eidenzell, Grafenöd, Heilsberg, Hermannsöd, Höhenberg, Kirnberg, Mitterroith, Neuhaus, Pangerlhof, Pinklhof (Oberroith), Ponhof, Rupertsbühl, Sandweg und Wiedenrös.
Ehemalige Bürgermeister
Xaver Groß, Rupertsbühl (um 1896), Josef Rösch, Dietersweg 1896 – 1907, Josef Wolf sen., Wiedenrös 1907 – 1924, Josef Doblinger, Rupertsbühl 1924 – 1933, Johann Schmiedbauer, Rupertsbühl 1933 – 1945, Josef Wolf jun., Wiedenrös 1945 kommissarischer Bürgermeister, gewählt 1948 – 1956, Michael Menath, Höhenberg 1956 – 1960, Xaver Rösch, Wiedenrös 1960 – 1966, Alois Bauer, Mitterroith 1966 – 1972

## Kultur und Sehenswürdigkeiten
In der Liste der Baudenkmäler in Wiesent sind für Dietersweg drei Baudenkmale aufgeführt:
- Das Bauernhaus (Dietersweg 7 und 9) aus der 1. Hälfte des 19. Jahrhunderts ist ein eingeschossiger und giebelständiger Satteldachbau mit Blockbau-Kniestock und Giebelschrot.
- Die katholische Nebenkirche (Dietersweg 22) aus dem Jahr 1896 ist ein neugotischer traufständiger Saalbau mit eingezogenem Chor. Der Fassadenturm trägt ein Spitzdach.

1886 wurde mit dem Bau der Kirche begonnen, allerdings am 1. April 1895 zunächst mit dem schriftlichen Verzicht gegenüber dem Pfarrer in Wiesent dort einen liturgischen Gottesdienst abzuhalten. Im Jahr 1902 wurde die Kirche in Dietersweg eingeweiht. In den Jahren 1910 – 1929 bemühten sich die Bewohner des Dorfes immer wieder um eine Zelebrationserlaubnis in ihrer Kirche, die nach einigen Unstimmigkeiten zwischen dem Wiesenter Pfarrer und dem Dietersweger Gemeinderat erteilt wurde. Am 18. November 1936 wurde der erste Gottesdienst abgehalten.
Die Kirche ist ausgestattet mit einem geschnitzten Altar eines Wiesenter Pfarrers, der jedoch erst später aufgestellt wurde; anfangs stand auf dem Altartisch nur eine Herz-Jesu-Figur. 1975 wurde eine holzgeschnitzte Madonna angeschafft. In einer Seitennische der Kirche befindet sich ein Grab-Christus, der aus einer Klause der Gemeinde stammt. Das Geläut besteht aus zwei Glocken, welche am 30. Oktober 1950 geweiht wurden. Die beiden Glocken ersetzen eine nach dem Zweiten Weltkrieg gestiftete Glocke, die nach einem Schaden entfernt wurde. Ursprünglich hing im Kirchturm eine dem Heiligen Josef und dem Heiligen Antonius geweihte Glocke, die jedoch während des Kriegs, am 10. Februar 1942, beschlagnahmt wurde.
Die Dietersweger Kirche wurde 1975 innen und außen renoviert, auch erhielt sie eine neue Bestuhlung.
- Der Bauernhof (Dietersweg 40), ein ehemaliges Wohnhaus aus dem 18. Jahrhundert, ist ein zweigeschossiger und traufständiger Satteldachbau mit Blockbau-Obergeschoss und Schrot. Das zugehörige Austragshaus aus dem 18. Jahrhundert ist ein Blockbau mit Satteldach, Halbwalm und Giebelschrot. Der angebaute Schupfen ist ein Ständerbau mit Satteldach.

### Vereine
Im Ort besteht seit 1896 die Freiwillige Feuerwehr Dietersweg.